# Unione polacco-lituana
Il termine unione polacco-lituana si riferisce a una serie di atti e alleanze avvenuti tra il Regno di Polonia e il Granducato di Lituania che durarono per periodi prolungati e portarono alla creazione della Confederazione polacco-lituana nel 1569 e alla creazione di uno stato unitario nel 1791, che però ebbe vita breve.
I passi più importanti nel processo di unione furono:
- 1385 – unione di Krewo, un'unione personale;
- 1401  – unione di Vilnius e Radom - fu garantita grande autonomia alla Lituania, con Vitoldo come Granduca e Ladislao II Jagellone come Signore;[2]
- 1413  – unione di Horodło;
- 1432 (1432-34)  – unione di Grodno;
- 1499  – unione di Cracovia e Vilnius;
- 1501  – unione di Mielnik;
- 1º luglio 1569 – unione di Lublino: creazione della Repubblica delle Due Nazioni;
- 3 maggio 1791 – costituzione polacca di maggio: il Regno di Polonia e il Granducato di Lituania vengono aboliti, e al loro posto viene creato uno stato unitario, la Rzeczpospolita Polska.